# José Manuel Reina
José Reina Manuel Páez (poznatiji kao Pepe Reina; Madrid, 31. kolovoza 1982.) bivši je španjolski nogometni vratar.